# Famille de Méjanès
La famille de Méjanès est une famille noble française originaire du Rouergue.
Elle est éteinte en ligne masculine depuis 1955.

## Histoire
Les Méjanès étaient établis en Lévézou où un château porte leur nom (situé de nos jours près du lac de Pont-de-Salars et non loin du lac de Pareloup).
Les membres de la famille se faisaient ensevelir dans leur chapelle, dans l'église de Salars située à moins d'un quart de lieue du château de Méjanès. Leur chapelle de St-Louis ou de St-Martin, au nord, fut bâtie vers le XIIIe siècle ou le XIVe siècle par eux-mêmes comme l'indique la clé de voûte qui porte leurs armoiries (on distingue très bien le " M " gothique l'initiale de cette famille).
Cette famille est citée à Rodez au XIVe siècle.
De cette famille sont issus des officiers au service des armées et au sein de la maison militaire des rois de France.
Sous le règne du roi Louis XIV, elle comptait vingt-deux officiers de son nom dans les armées.
Elle a fait ses preuves pour les pages, les écoles militaires, la maison royale de Saint-Cyr.
Cette famille compte dans ses rangs des décorés de l'ordre de Saint-Louis et de l'ordre de la Légion d'honneur.
La famille de Méjanès a formé plusieurs branches.

### Preuves de noblesse
La famille de Méjanès prouve sa filiation depuis noble Jean de Méjanès qui teste en 1486. Elle est maintenue noble en 1645 et 1668 et confirmée noble en 1697.

## Possessions
Les principaux fiefs de la famille de Méjanès sont, : Méjanès, Flavin, Bouyssou, Larguiez, Trappes, Randan, Las Combettes, Cazelles, Veillac, Sermet, Puechlor, La Raffatie, Junelles, La Vayssière.

## Branches
Les principales branches sont, :
- d'Ajars
- de Bouyssou et de Flavin
- des Cazelles
- des Combettes
- de Larguiez
- de Méjanès
- de Montrozier
- de Puechlor
- de Randan
- de Sermet
- de Trappes
- de Veillac

## Principaux membres
Les principaux membres de la famille de Méjanès sont, :
XIVe siècle
- Le premier membre connu est Pierre de Méjanès, de la cité de Rodez, qui vit en 1330[1]
- Alric de Méjanès, juge-mage du sénéchal, il assiste comme noble aux États de la province du Rouergue assemblés à Rignac en 1382[5]

XVe siècle
- Nobles Pierre, Bertrand et Jean de Méjanès sont cités en 1433[5]

XVIe siècle
- Arnaud de Méjanès défend la place de Creyssels, en Rouergue, en 1559, contre les huguenots[5]

XVIIe siècle
- "Une distinction remarquable de la famille de Méjanès, c'est que vingt-deux de ses membres servaient à la fois sous le Grand Condé."[5]

XVIIIe siècle
- Jean de Méjanès, porte-étendard des gardes du corps du roi, capitaine de cavalerie
- Jean Pierre de Méjanès, officier de cavalerie, chevalier de Saint-Louis
- Marie Antoine de Méjanès, page du roi en 1775, capitaine de dragons, chevalier de Saint-Louis
- Jean Jacques de Méjanès, brigadier des gardes du corps du roi Louis XVI, chevalier de Saint-Louis
- Jean Joseph de Méjanès, brigadier des gardes du corps du roi Louis XVI, chevalier de Saint-Louis, chevalier de la Légion d'honneur
- Catherine Victoire de Méjanès, pensionnaire de la Maison royale de Saint-Louis
- Adélaïde Pauline Benoîte de Méjanès, pensionnaire de la Maison royale de Saint-Louis

XIXe siècle
- Paulin de Méjanès, aumônier du roi Charles X, puis vicaire-général du diocèse de Rodez

## Alliances
Les principales alliances de la famille de Méjanès sont, : de Nattes (XIVe siècle - début XVe siècle), de Pélégry, du Rieu (1409), de Montajenc, de Catelly (1445), de Calmont (1492), de Teulat (1516), de Glandières (1539), de Grimal (1543 et 1694), de Barrau (XVIe siècle et 1755), d'Azémar (1574), de Saunhac d'Ampiac (1606) et de Saunhac de Talespues (1616), de Scorailles de Bourran (1624), de Puel de Parlan (1629), de Marzials, de Montvallat (1637), de Trébosc (1644), de Gibron (1650), de Carcassonne (1664), de Raynal (1676), de Micheau de Cabanes (1680), de Sarcomanens, de Molières (1695), de Créato (1702 et 1748), de Rodat (1703), de Bonne (1715), de Flavin (1716), Pougenq (1717 et 1743), de Védelly (1747), de Balsa (1757), de Montesquieu, de Pujol (1767), de Mas de Daumou (1776), de Grandvelle (1777), d'Aire (1782), de Goudal (1786), de Vigouroux d'Arvieu (1806), Colrat de Montrozier (1813), Fabre (1817), Vernhet (1843, 1849, 1860, 1891), etc.

## Armes, devises
- Armes anciennes: branche de Méjanès

| Branche tige de Méjanès | « De gueules plain à la filière d'or ; sur le tout, d'or, au chevron écimé de gueules accompagné de deux étoiles et d'un M en pointe, le tout du mesme. ». |  |

- Armes modernes: branches de Méjanès, Bouyssou, Flavin, Trappes

|  | « D'or, au chevron de gueules, accompagné de trois étoiles du même, posées 2 et 1 ». |

- Branche de Randan

|  | « D’argent, au chevron de sable, accompagné de trois étoiles du même, posées 2 et 1 ». |

- Branches de Combettes, Cazelles, Veillac, Sermet, Puechlor

|  | « D’azur, au chevron d’or, accompagné de trois étoiles du même, posées 2 et 1 ». |

- Branches de Combettes, Cazelles, Veillac, Sermet, Puechlor

|  | « D’azur, au chevron d’or, accompagné de trois étoiles d'argent, posées 2 et 1 ». |

- Branches de Combettes, Cazelles, Veillac, Sermet, Puechlor

|  | « D'azur, au chevron d'argent, accompagné de trois étoiles d'or posées 2 et 1 ». |

- Branche de Montrozier

|  | « D’azur, au chevron de gueules, accompagné de trois étoiles du même, posées 2 et 1 ». |

- Branche de Larguiez

|  | « Écartelé ; aux 1 & 4 d'or, au chevron de gueules, accompagné de trois étoiles du mesme posées 2 et 1 ; aux 2 & 3 d'argent au lion de gueules ». « Écartelé : aux 1 & 4 qui est de Méjanès; aux 2 & 3 qui est de Cassagnes». |

- Branche d'Ajars

|  | « De gueules, à l'arbre d'argent ». |